# الحزب الديمقراطي الثوري اليمني
الحزب الديمقراطي الثوري اليمني كان حزب سياسي في شمال اليمن تأسس في مؤتمر لأعضاء حركة القوميين العرب في شمال اليمن في يونيو 1968. قرر المؤتمر كسر العلاقات التنظيمية مع الهياكل المركزية لحركة القوميين العرب وتشكيل الحزب الديمقراطي الثوري كحزب ماركسي لينيني مستقل. كان سلطان عمر الأمين العام للحزب الجديد. أهداف الحزب هي مقاومة الإقطاعيين والبرجوازية الكومبرادورية واستعادة الأراضي التي تطالب بها السعودية وجمع شملهم مع جنوب اليمن. الحزب يؤيد نضال جبهة التحرير الوطني في جنوب اليمن ضد حكم قحطان محمد الشعبي.
الحزب يؤيد فكرة الكفاح المسلح ولكن في البداية اعتبرت قيادة الحزب الظروف لحرب العصابات في شمال اليمن سابقا لأوانه. عموما كانت قاعدة الحزب الرئيسية في المناطق الحضرية ولا يمكن حشد القوى القبلية الريفية ضد الحكومة. كان الحزب يرتبط مع بعض صغار ضباط الجيش لكنه لم يستطع بناء بنية عسكرية قوية. في 23-24 أغسطس اندلعت اشتباكات 1968 بين القوات الحكومية التي هاجمت المتشددين من الحزب مما أدى إلى انتكاسة مؤقتة للحزب. في أوائل عام 1970 أسس الحزب الجيش الثوري الشعبي الذي يعتبر جناحه العسكري. جنبا إلى جنب مع منظمة المقاومين الثوريين اليمنيين بدأت حرب عصابات ضد القوات الحكومية والقبائل.
في 23 مارس 1973 وقع الحزب نداء مشترك للقوى السياسية في شمال اليمن ضد التنازل عن الأراضي اليمنية للسعودية.
يقود الحزب لجنة مركزية ومكتب سياسي. في مؤتمرها التأسيسي تم انتخاب اللجنة المركزية من 11 عضوا.
في 2 فبراير 1976 قام الحزب جنبا إلى جنب مع منظمة المقاومات الثورية اليمنية، حزب العمل، الطليعة الشعبية، والاتحاد الشعبي الديمقراطي بتأسيس الجبهة الوطنية الديمقراطية في صنعاء.
في 5 مارس 1979 اتحد هذا الحزب مع الأحزاب الأخرى لتأسيس الجبهة وتشكيل حزب الوحدة الشعبية اليمنية. بعد أربعة أيام حزب الوحدة الشعبية دمج في الحزب الاشتراكي اليمني ولكن أبقي على اسم حزب الوحدة الشعبية للأنشطة في شمال اليمن. ومع ذلك لا تزال الجبهة موجودة كهيكل مستقل مع جماعات أخرى انضمت وتركتها.
كان الحزب الذي يحمل نفس الاسم بقيادة مبخوت الزنيبي الذي في وقت لاحق أعاد نشاط الحزب في بداية التسعينات. يعتقد أنه تم حل الحزب.